# シロベエ
シロベエ（シラユキヒメの2008）は日本の馬。競走馬になれず、京都競馬場で誘導馬を務めたのち、現在は主に乗馬を務めている。
馬名の意味由来は「白兵衛」。

## 生涯
2008年2月28日に誕生。父はNHKマイルカップとジャパンカップダートの芝ダート両GI制覇したクロフネ、母は突然変異により誕生し、8頭の白毛馬の母であるシラユキヒメで、その父はサンデーサイレンスの血統。本馬も日本国内で希少な白毛として誕生した。兄弟姉妹には、全兄に3勝を挙げているホワイトベッセル、全姉に中央競馬、地方競馬ともに勝利を挙げ、関東オークスなど重賞3勝も挙げているユキチャン、全妹に白毛馬初の新馬戦勝利のマシュマロ（現在は繁殖牝馬）などがいる。
本馬も競走馬を目指し、「シロベエ」の名で馬名登録されたが、競走馬デビューは叶わなかった。
その後、去勢されて騸馬になり、引退したホワイトベッセルとともに京都競馬場で乗馬となり、誘導馬の訓練を受け、2013年1月5日に誘導馬デビュー。同年の2月16日にデビューしたホワイトベッセルとともに現在も活躍している。ホワイトベッセルが不慮の事故で亡き後も、誘導馬を続けていたが2019年を境に誘導任務から外れ、2020年に誘導馬を引退した。その後は大人しさを買われ主に少年団の乗馬を務めている。

## 血統
| シロベエ（シラユキヒメの2008）の血統     | シロベエ（シラユキヒメの2008）の血統                          | シロベエ（シラユキヒメの2008）の血統         | （血統表の出典）                             | （血統表の出典） |
| 父系                                     | デピュティミニスター系                                        | デピュティミニスター系                       | デピュティミニスター系                       |                  |
| 父 *クロフネ Kurofune 1998 芦毛 アメリカ | 父の父*フレンチデピュティ French Deputy 1992 栗毛 アメリカ    | Deputy Minister                              | Vice Regent                                  | Vice Regent      |
| 父 *クロフネ Kurofune 1998 芦毛 アメリカ | 父の父*フレンチデピュティ French Deputy 1992 栗毛 アメリカ    | Deputy Minister                              | Mint Copy                                    |                  |
| 父 *クロフネ Kurofune 1998 芦毛 アメリカ | 父の父*フレンチデピュティ French Deputy 1992 栗毛 アメリカ    | Mitterand                                    | Hold Your Peace                              | Hold Your Peace  |
| 父 *クロフネ Kurofune 1998 芦毛 アメリカ | 父の父*フレンチデピュティ French Deputy 1992 栗毛 アメリカ    | Mitterand                                    | Laredo Lass                                  |                  |
| 父 *クロフネ Kurofune 1998 芦毛 アメリカ | 父の母*ブルーアヴェニュー Blue Avenue 1990 芦毛 アメリカ      | Classic Go Go                                | Pago Pago                                    | Pago Pago        |
| 父 *クロフネ Kurofune 1998 芦毛 アメリカ | 父の母*ブルーアヴェニュー Blue Avenue 1990 芦毛 アメリカ      | Classic Go Go                                | Classic Perfection                           |                  |
| 父 *クロフネ Kurofune 1998 芦毛 アメリカ | 父の母*ブルーアヴェニュー Blue Avenue 1990 芦毛 アメリカ      | Eliza Blue                                   | Icecapade                                    | Icecapade        |
| 父 *クロフネ Kurofune 1998 芦毛 アメリカ | 父の母*ブルーアヴェニュー Blue Avenue 1990 芦毛 アメリカ      | Eliza Blue                                   | *コレラ                                      |                  |
| 母 シラユキヒメ 1996 白毛 北海道早来町   | 母の父*サンデーサイレンス Sunday Silence 1986 青鹿毛 アメリカ | Halo                                         | Hail to Reason                               | Hail to Reason   |
| 母 シラユキヒメ 1996 白毛 北海道早来町   | 母の父*サンデーサイレンス Sunday Silence 1986 青鹿毛 アメリカ | Halo                                         | Cosmah                                       |                  |
| 母 シラユキヒメ 1996 白毛 北海道早来町   | 母の父*サンデーサイレンス Sunday Silence 1986 青鹿毛 アメリカ | Wishing Well                                 | Understanding                                | Understanding    |
| 母 シラユキヒメ 1996 白毛 北海道早来町   | 母の父*サンデーサイレンス Sunday Silence 1986 青鹿毛 アメリカ | Wishing Well                                 | Mountain Flower                              |                  |
| 母 シラユキヒメ 1996 白毛 北海道早来町   | 母の母*ウェイブウインド Wave Wind 1991 鹿毛 アメリカ          | Topsider                                     | Northern Dancer                              | Northern Dancer  |
| 母 シラユキヒメ 1996 白毛 北海道早来町   | 母の母*ウェイブウインド Wave Wind 1991 鹿毛 アメリカ          | Topsider                                     | Drumtop                                      |                  |
| 母 シラユキヒメ 1996 白毛 北海道早来町   | 母の母*ウェイブウインド Wave Wind 1991 鹿毛 アメリカ          | Storm and Sunshine                           | Star de Naskra                               | Star de Naskra   |
| 母 シラユキヒメ 1996 白毛 北海道早来町   | 母の母*ウェイブウインド Wave Wind 1991 鹿毛 アメリカ          | Storm and Sunshine                           | Sea Drone                                    |                  |
| 母系(F-No.)                              | (FN:2-w)                                                      | (FN:2-w)                                     | (FN:2-w)                                     | [ § 2 ]          |
| 5代内の近親交配                          | Northern Dancer 5×4=9.38% Nearctic 5×5=6.25%                  | Northern Dancer 5×4=9.38% Nearctic 5×5=6.25% | Northern Dancer 5×4=9.38% Nearctic 5×5=6.25% | [ § 3 ]          |
| 出典                                     | 1. 2. 3.                                                      | 1. 2. 3.                                     | 1. 2. 3.                                     | 1. 2. 3.         |

- 全兄に3勝のホワイトベッセル、全姉に関東オークス、クイーン賞、TCK女王盃の優勝馬ユキチャン、全妹に白毛馬初の新馬戦勝利のマシュマロなど。
- 兄弟姉妹は11頭で、うち白毛が8頭、芦毛が1頭、鹿毛が1頭[4]。